# Hà Tân (xã)
Hà Tân là một xã miền núi thuộc huyện Hà Trung, tỉnh Thanh Hóa.
Hà Tân có tổng diện tích 1323 ha, dân số năm 2015 là 4.533 người, với 7 thôn: Tam Quy 1, Tam Quy 2, Tam Quy 3, Vỹ Liệt, Đô Mỹ, Nam Thôn 1, Nam Thôn 2.